# Schefflera rotundifolia
Schefflera rotundifolia là một loài thực vật có hoa trong Họ Cuồng cuồng. Loài này được (Ten.) Frodin miêu tả khoa học đầu tiên năm 2003 publ. 2004.